# さんいんスペシャル
『さんいんスペシャル』は、2018年4月13日よりNHK鳥取放送局・NHK松江放送局が共同で製作し、鳥取県・島根県の2県向け（まれに各県別放送あり）に生放送されている地域情報番組である。後日に中国地方全域で放送されることがあり、クレジット上はNHK広島放送局も制作に参加する回がある。
同番組は、月平均2回ペースで放送されており、山陰2県が抱えている社会課題、暮らし、スポーツ、文化、旅行記などを放送している。

## 放送日時
- 生放送：金曜日 19:30 - 19:55
- 再放送：土曜日 7:30 - 7:55

概ね月平均2回程度（祝日や全国ネットの共通特番を放送するなどの特定日は除く）、中国地方の各県向け差し替え番組が放送されている日に2県向け同時ネットで放送するが、夕方のローカルニュースからのスピンオフや、全国放送からの再構成など、まれにそれぞれの県域のみで放送する作品もある。放送のない日はNHK広島放送局を基幹局とした中国ブロックネット『コネクト』を放送する（『ラウンドちゅうごく』『松崎しげるとももクロのくろ旅』など前身番組の時代からまれに鳥取局・松江局の制作となる回もあるが、この場合でも番組の配信は広島局発である）。
- セレクション放送：土曜日（随時）7:30 - 7:55または11:15 - 11:40

セレクション放送は『コネクト』の放送が中国ブロックネット（その場合土曜の再放送は7:30から実施）である週を中心として、他の中国各県向け単独放送番組を含め、改めて中国5県ブロックネットで放送する（この場合広島局送出のため、2021年5月以降は、他4局の機材更新以前から『NHK G』のチャンネルロゴ表示が入る）。ただし、11:15枠で全国ネット・中国ブロック・各県域を問わず別番組が編成される場合は、7:30枠での再放送がセレクション放送扱いで中国ブロックネットとなることがある。
- 2023年6月23日は松江市の一畑百貨店閉店に関する特集を行うため、松江局のみで「島根唯一の"百貨店"閉店〜影響と今後は〜」を放送した（鳥取局・岡山局・山口局では同時間帯は広島局から『コネクト「ブラフミエ　"晴れの国"岡山のヒミツ」』を同時ネット）。その後2024年2月3日（土曜日）の11:15 - 11:42に改めて中国地方全域で放送された（鳥取局・岡山局・広島局・山口局では初回放送の、松江局では再放送の扱い。番組送出は広島局が担当）。
- 2023年6月30日の「かが屋の発見!職人クエスト QUEST1」は、広島局制作の『コネクト×さんいんスペシャル』として広島局・松江局の2局ネットで放送された（鳥取局では2023年5月27日放送分『Where we call home 相撲が紡いでくれた絆』の再放送を実施。岡山局では、『@okayama 「復興のその先へ ～真備町の5年～」』山口局では『Yスペ! 「おたよりさんぽスペシャル 地域の暮らしに笑顔あふれて」』を）。その後、2023年9月2日（土曜日）の11:15 - 11:42に改めて中国地方全域で放送された（鳥取局・岡山局・山口局では初回放送の、広島局・松江局では再放送の扱い。番組送出は広島局が担当）。
- 2023年7月28日放送分は松江局と岡山局との共同制作（広島局も参加）により、『@okayama×さんいんスペシャル』のタイトルで「あのときを取材中「岡山×島根」」を松江局・岡山局の2局ネットで放送。なお、鳥取局は過去の全国放送からの再放送として『小さな旅 「恵みの池 笑顔あふれて 〜鳥取県 東郷池〜」』をした。なお、広島県は『コネクト「ひろしま登山歩スペシャル」』を、山口県は『うまいッ! 「たまげる大きさ! たまげる美味! 萩たまげなす～山口・萩市～」』放送。その後、2023年8月26日（土曜日）の11:15 - 11:42に広島県以外の中国4県で改めて放送（広島局は『第90回NHK全国学校音楽コンクール 広島県コンクール～小学校の部～』を放送。鳥取局・山口局では初回放送の、岡山局・松江局では再放送の扱い。広島局では他の4局で2回目の再放送となった2024年5月11日〈土曜日〉の7:30 - 7:55にて初回放送となった）。